# Barnwood

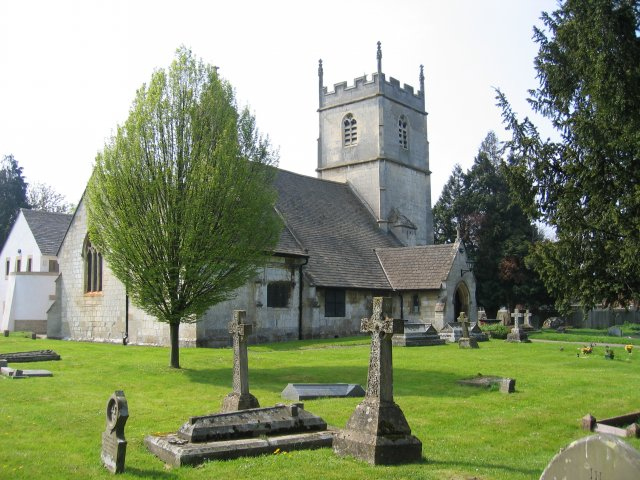
Iglesia parroquial de San Lorenzo, Barnwood, Gloucester, vista desde el noreste.

Barnwood es un suburbio de la ciudad de Gloucester del condado de Gloucestershire en Inglaterra. Está situado en una antigua calzada romana que conectaba la ciudad de Gloucester (entonces Glevum) con Hucclecote, Brockworth y Cirencester.
Barnwood fue originariamente un pequeño pueblo rodeando a la iglesia de St Lawrence Church.
El inventor Sir Charles Wheatstone nació en Barnwood el 6 de febrero de 1802. Donde antes se alzaba su casa natal, ahora hay un pub llamado The Wheatstone Inn en honor al inventor británico.
- Datos: Q4862033
- Multimedia: Barnwood / Q4862033